# Мусора (Абакановское сельское поселение)
Му́сора — деревня в Череповецком районе Вологодской области.
Название происходит от приб.-фин. или саам. муст- (musta, must) — «чёрный», и сора/сара — «небольшая речка, являющаяся одним из истоков реки» (фин. saara, карел. soara, suara, ливв. soaru, suaru, люд. suar, вепс. sar, sara — «разветвление, ветвь»; саам. suarr, suorr, surr «ветвь, развилка», «ответвление реки»).
До революции входило в состав Шухтовской волости Череповецкого уезда, а в настоящее время в состав Абакановского сельского поселения, с точки зрения административно-территориального деления — в Абакановский сельсовет.
Расстояние по автодороге до районного центра Череповца — 45 км, до центра муниципального образования Абаканово — 2 км. Ближайшие населённые пункты — Селище, Алексино, Абаканово.
По переписи 2002 года население — 16 человек.
Изданный в 1912 году "Списокъ населенныхъ мѣст Новгородской губернiи. Выпускъ IX, Череповецiй уѣздъ" содержит упоминание о двух деревнях с таким названием:
- Мусора (Березниковское), (дер.) — 43 двора, на которых 55 жилых строения, население 303 человек, из них 147 мужского пола и 156 женского, основное занятие жителей — земледелие, побочное — сапожное;
- Мусора (дер.) — 3 двора, на которых 3 жилых строения, население 20 человек, из них 11 мужского пола и 9 женского, основное занятие жителей — столярное.

Судя по всему обе деревни представляли единое поселение, ибо расстояние до ключевых точек для обоих указано одинаковые:
- до уездного города (Череповца) — 26 верст;
- до ж/д станции — 16 верст;
- до пароходной пристани — 27 верст;
- до волостного правления — 6 верст;
- до квартиры станового пристава — 39 верст;
- до квартиры земского начальника — 38 верст;
- до почтового учреждения — 26 верст;
- до школы — 2 версты;
- до приходской церкви — 2 версты[6].